# Y Водолея
Y Водолея (лат. Y Aquarii) — одиночная переменная звезда в созвездии Водолея на расстоянии (вычисленном из значения параллакса) приблизительно 2557 световых лет (около 784 парсеков) от Солнца. Видимая звёздная величина звезды — от +15,5m до +8,1m.

## Характеристики
Y Водолея — красная пульсирующая переменная звезда, мирида (M) спектрального класса M6,5e-M9 или M9. Эффективная температура — около 3282 К.